# 紀元前188年
紀元前188年（きげんぜん188ねん）は、ローマ暦の年である。ローマ建国紀元566年、マルクス・ウァレリウス・メッサッラとガイウス・リウィウス・サリナトルが執政官の年。

## 他の紀年法
- 干支 : 癸丑
- 日本
  - 孝元天皇27年
  - 皇紀473年
- 中国
  - 前漢 : 恵帝7年
- 朝鮮
  - 檀紀2146年
- 仏滅紀元 : 357年
- ユダヤ暦 : 3573年 - 3574年

## できごと

### ギリシア
- アカイア同盟のリーダーであるメガロポリスのフィロポイメンは、彼の軍とスパルタの亡命者を率いてラコニア県北部に侵入した。彼の軍は、前のスパルタとナビスの僭主がスパルタの周りに築いた壁を破壊した。その後フィロポイメンは亡命者にスパルタの市民権を回復し、スパルタの法律を廃止してアカイアの法律を導入した。ギリシアにおけるスパルタの勢力はなくなり、アカイア同盟がペロポネソス半島全体の覇権を握った。

### 共和政ローマ
- 執政官サリナトルはガッリア地方を担当、フォルム・リウィイを建設した[1]（後のフォルリ）。
- 護民官のプレプス民会決議により、アルピヌム、フンディ、フォルミアエにローマ市民権が付与された[2]。
- プロコンスル（前執政官）マルクス・フルウィウス・ノビリオル (紀元前189年の執政官)がアカイア同盟とスパルタの問題に介入した[2]。
- プロコンスルのグナエウス・マンリウス・ウルソが10人の使節団と共にアンティオコス3世 (セレウコス朝)との和平と小アシアへの植民を取りまとめ、帰国の途についた[2]。
- アパメイアの和約により、ローマはアンティオコスに対してギリシアと小アシアの領土をトロス山脈より東とし、12年間で賠償金15,000タレントを支払わせ、カルタゴの前将軍ハンニバルを降伏させた。セレウコス朝はシリア、メソポタミア、西イランの範囲に減らされ、ローマは東地中海の覇権を握った。

### 小アジア
- ハンニバルはクレタ島を経て、ローマの同盟軍であるペルガモン王国のエウメネス2世と敵対していたビチュニアのプルシアス1世のところまで逃げた。
- アパメイアの和約によって、エウメネス2世はフリジア、リディア、リュキア、ピシディア、パンフィリアをローマの同盟国から得た。ローマはアナトリアの領有を望まなかったが、将来セレウコス朝が拡大する可能性に備えて親ローマで強力な緩衝地帯として残しておきたかった。

### 中国
- 前漢では恵帝が死去、太后呂雉が丞相陳平の助言を受け呂産ら自身の血縁者である呂氏一族を各地に封じた。

## 誕生
- 景帝:前漢の第6代皇帝（紀元前141年没）

## 死去
- 恵帝:前漢の第2代皇帝（紀元前210年生）
- クィントゥス・ミヌキウス・テルムス:紀元前193年の執政官[3]